# Приход Путина к власти
В начале 2000-х годов в России произошли существенные политические изменения, связанные с приходом к власти Владимира Путина. Путин, перед этим занимавший ключевые должности в силовых структурах и в правительстве, стал преемником президента Бориса Ельцина.
После пребывания во главе Федеральной службы безопасности РФ и на посту секретаря Совета Безопасности в августе 1999 года, Владимир Путин возглавил правительство. 31 декабря 1999 года после отставки президента России Бориса Ельцина был назначен исполняющим обязанности президента. Впервые избран президентом России 26 марта 2000 года, а затем переизбирался в 2004, 2012, 2018 и 2024 годах.

## Ситуация в России
Политическая обстановка в России в конце 1990-х годов была непростой. Этот период, известный как «лихие 90-е», характеризовался социальной и экономической нестабильностью, ростом преступности и ослаблением государственных институтов как на внутреннем, так и на мировом уровне. Президент Борис Ельцин страдал от проблем со здоровьем и алкогольной зависимости. Он не имел права баллотироваться на третий срок в соответствии с российской конституцией. Ельцин оставался энергичным и сфокусированным перед лицом возникавших проблем, но, когда приходило время стратегического развития государства, у него не было конкретного плана.
В стране также ощущался рост сепаратистских настроений, особенно в Чечне, где конфликт не был разрешён. Финансовый кризис 1998 года стал серьёзным испытанием для России. В контексте приближающихся президентских выборов 2000 года политическая обстановка оставалась напряжённой и неопределённой.
Россия уже имела прецедент ограничения политической конкуренции во время выборов 1996 года. После выборов 1996 года проблемы со здоровьем Ельцина ослабили его влияние. Его дочь и зять наладили схемы обогащения себя и близких к семье олигархов. Перед грядущей сменой власти в стране семья Ельцина и олигархи опасались за свои финансы и безопасность, предпочитая сохранить свою власть и влияние. После кризиса 1998 года в окружении Ельцина не осталось приверженцев демократии, и в 1999 году находящиеся у власти политической конкуренции не желали, а наоборот, хотели иметь возможность выбрать преемника Ельцина самостоятельно. Наблюдался рост запроса об укреплении государственной власти со стороны общества. Ельцин не видел Евгения Примакова, руководившего правительством с 1998 года, своим преемником, поскольку тот был слишком связан с Горбачёвым и с советской эпохой. Такая ситуация создавала неопределённость в преддверии перехода к новому руководству страны.

## Операция «Преемник»
Операция «Преемник» представляла собой стратегический план, разработанный российским президентом Борисом Ельциным и его окружением для подготовки преемника Ельцина на пост президента. Отличительной чертой этой операции стало отсутствие широкого участия общественности в выборе преемника, что привело к остановке демократического развития в стране. Ельцин был вдохновлён идеалами американского президента Джорджа Вашингтона, в частности, его демократическими принципами. Ельцин повторял некоторые его демократические решения, в частности, отделил себя от какой-либо российской политической партии. Вместе с тем, в отличие от Вашингтона, который при своём уходе позволил американцам свободно выбрать своего нового лидера, Ельцин выбрал путь, который остановил демократическое развитие России.
Вместо того, чтобы обеспечить свободные выборы, Ельцин считал своим правом и своей обязанностью выбрать себе преемника. Его стратегия состояла в том, чтобы подготовить и вывести на политическую арену своего преемника, при этом не ослабляя своего влияния на политическую сцену России. Этот подход был сфокусирован на сохранении стабильности и укреплении личной власти.
Это стратегическое решение Ельцина свидетельствует о его желании сохранить контроль над политической ситуацией в России и обеспечить себе и своему окружению политическую защиту после ухода с поста президента.
Идея о необходимости подготовки преемника возникла в окружении Ельцина сразу после президентских выборов 1996 года, сам Ельцин подключился к этому после экономического кризиса в 1998 году. Ельцин и дружественные, объединившиеся вокруг Ельцина олигархи — так называемая «семья» — начали активно подбирать компетентного, надежного, лояльного и непьющего кандидата, не имевшего в прошлом связей с Ельциным, того, кто мог бы укрепить государство и предложить и озвучить «русскую идею».
Этот процесс включал в себя частые смены председателей правительства, где каждый премьер-министр рассматривался как потенциальный кандидат в президенты. Смены главы правительства позволяли окружению Ельцина провести тщательный отбор кандидатов для последующего продвижения их на ключевой пост. К концу 1999 года «семья» уже серьёзно волновалась о будущем и активно искала способы обеспечить приход к власти своего кандидата.
«Операция „Преемник“», как её называли в окружении Ельцина, состояла из двух задач. Необходимо было найти кандидата, который бы не был связан с самим Ельциным. Для его победы нужно было изобрести проблему, которую «преемник» «решит», заработав, таким образом, популярность избирателя. Приход преемника к власти должен был осуществиться методами, испытанными на выборах 1996 года: с использованием ресурсов государства и поддержки олигархических структур, с которыми Ельцин и его окружение имели тесные связи.
В распоряжении Ельцина имелось и средство отбора преемника. Этим механизмом была назначавшаяся Ельциным должность председателя правительства, которая и была ступенью к президентству. Начиная с Черномырдина на пост премьера назначались потенциальные кандидаты в президенты. С 1998 года Ельцин поменял шесть председателей правительства.
При подготовке к выборам преемника окружение Ельцина организовало опрос среди общественности, задав вопрос: «За кого из киногероев вы проголосовали бы на выборах?». В лидерах оказался советский литературный и киногерой — разведчик Штирлиц. Одним из работавших над «операцией „Преемник“» был политтехнолог Глеб Павловский.
Среди первых пробных кандидатов в «операции „Преемник“» стал назначенный на пост главы правительства бывший директор ФСБ Сергей Степашин. Ельцин испытывал его на лояльность и способность привлечь голоса избирателей. Степашин же искал компромиссы с оппонентами Ельцина, что являлось сигналом о том, что он не будет преданно защищать Ельцина от его политических противников после его ухода. Степашин не смог разрешить сложившуюся ситуацию в Чечне, что, вероятно, усилило сомнения Ельцина в его способностях и возможностях решить сложные политические проблемы. «Испытания» Ельцина Степашин не прошел.
В августе 1999 года Степашин был смещен с поста премьер-министра и на его место был назначен также бывший директор ФСБ Владимир Путин. Этот шаг оказался важным в схеме формирования будущего преемника и свидетельствовал о стремлении Ельцина и его окружения найти лидера, способного укрепить политическую ситуацию в стране и обеспечить им свою личную безопасность и сохранение влияния после ухода Ельцина с поста президента.

## Защита интересов Ельцина и правящей элиты
Правящая элита, принявшая антидемократические решения, действовала, движимая страхом за собственную безопасность и желанием сохранить свои материальные приобретения. В открытой политической борьбе существовала опасность прихода к власти враждебного «семье» президента, который бы начал преследовать и подвергать наказанию тех, кто работал и богател при президентстве Ельцина. По мнению некоторых, «было ясно, что будет месть, и тогда Ельцин, „Семья“ и все погибнут», поэтому «нужна была схема передачи власти сильному [президенту], который гарантировал бы Ельцину его личную безопасность».
Важную роль в окончательном решении передать власть Путину сыграла дочь Ельцина, Татьяна Дьяченко. С ухудшением здоровья Ельцина Дьяченко играла все более важную роль советника и доверенного лица президента. Она и её жених Валентин Юмашев имели, что терять: они способствовали привлечению олигархов в управление страной и, следовательно, могли оказаться в центре внимания нового президента. Зависимость Ельцина от близкого круга соратников, включая его дочь, Юмашева и, возможно, ещё одного или двух помощников, увеличивалась по мере ухудшения его здоровья. Ельцин заботился не столько о защите отдельных олигархов, как о своем близком круге. Он был недоволен влиянием олигархов на людей и политику своей администрации, но в связи с ухудшением здоровья не мог эффективно бороться с ростом их влияния. Его же окружение, в свою очередь, заботилось о благе своих богатых друзей, которых беспокоило будущее их состояния и их самих.
Таким образом, последствия первых решений 1992 года продолжали оказывать влияние на политическую обстановку в России. Попытка внедрить рыночную экономику без установления демократических политических и правовых структур привела к институционализированной коррупции в верхах власти в Кремле. Либеральные экономические реформы без соответствующих политических механизмов ответственности и контроля разрушали новую систему. В конце второго президентского срока Ельцина страх перед возмездием за коррупцию заставил его окружение искать нового лидера не на основе квалификации или избирательной легитимности, а скорее исходя из обещаний защиты и, возможно, надежде, что они смогут тайно управлять своим марионеточным ставленником.

## Карьера Владимира Путина в 1990-е
В 1990-е годы Владимир Путин, бывший офицер КГБ, прошел путь от директора Федеральной службы безопасности (ФСБ) до ключевой должности в российском правительстве. Путин наладил хорошие отношения с элитой страны, включая олигархов и политических деятелей времен Ельцина, что способствовало его карьерному росту. Путин был советником ключевого союзника Ельцина, мэра Санкт-Петербурга Анатолия Собчака, что помогло ему получить связи в политической элите.
Назначение Путина на пост председателя правительства в 1999 году было признанием его уважения и поддержки со стороны «Семьи» — группы олигархов, объединившихся вокруг Ельцина. Они видели в Путине не только преемника, но и защитника интересов Ельцина и своих собственных. Ельцин и его окружение ожидали от Путина защиты от политических оппонентов, а также его способности обеспечить победу на выборах.
Путин продемонстрировал свою лояльность и преданность Ельцину ещё до его назначения на пост премьера, когда он работал директором ФСБ. Он помог в устранении Юрия Скуратова, генерального прокурора и критика Ельцина («неформально координировавшего службы безопасности в интересах политических оппонентов Ельцина»), предоставив компрометирующее видео. Это избавило олигархов от внимания прокуратуры, обезопасив их, и укрепило его позицию и доверие Ельцина. Путин пошел на повышение на должность секретаря СБ РФ. Путин продемонстрировал свою надежность и лояльность в роли потенциального преемника.
Вероятно, процесс передачи власти Путину не был заранее полностью спланирован. Даже сам Путин в декабре 1998 года не демонстрировал уверенности в своем политическом будущем. В то время он считал свое участие в правительстве «интересной страницей в своей жизни», которая скоро закончится. Ельцин объявил о своем нежелании идти на третий президентский срок, и Путин считал, что его период в правительстве подходит к концу — «будущему президенту, конечно, захочется иметь квалифицированного человека, верного себе, понятно, что мне придется уйти. Борис Николаевич знает, что я совершенно спокоен по этому поводу». Тогда в глазах общества и самого Путина Евгений Примаков казался самым вероятным преемником. Путин даже рассчитывал на то, чтобы заслужить доверие Примакова и получить назначение на руководство его прошлым спецподразделением в ФСБ.
Путин пользовался активной поддержкой в государственных и в контролируемых олигархами СМИ. Его представляли как энергичного, решительного лидера, способного защитить Россию от внутренних и внешних угроз. Популярность Путина стремительно росла. Малоизвестный даже для российской элиты «аппаратчик» стал самым популярным политиком всего за несколько месяцев: если в августе 1999 года за него готовы были проголосовать лишь 2 % избирателей, то к концу года поддержка увеличилась до 51 %. Этот рост был результатом активной поддержки в СМИ и олигархической элиты, стремившейся к сохранению своего влияния в будущем российском политическом ландшафте.

## Взрывы жилых домов в 1999 и война в Чечне
В августе 1999 года Ельцин поставил Путина руководить войной против восставшей Чечни. Путин повёл войну с большой публичностью, появляясь на ТВ и демонстрируя решимость подавить восстание.
Серия взрывов жилых домов, произошедшая в России в сентябре 1999 года, представляет собой одно из наиболее значимых событий, предшествующих началу второй чеченской войны. Подозрительный характер этих взрывов, случившихся в Буйнакске, Москве и Волгодонске, привлёк внимание общественности и оставил открытыми множество вопросов.
В результате серии скоординированных взрывов многоэтажных жилых домов погибли 307 человек, более 1700 получили ранения. Эти атаки вызвали не только панику в обществе, но и подняли вопросы об ответственных за взрывы. В Рязани местная полиция задержала агентов Федеральной службы безопасности (ФСБ), поймав их при закладке взрывчатки в жилой дом. ФСБ назвала случившееся учениями, в то время как критики высказывали предположения о связи взрывов с предстоящими выборами с целью создания атмосферы страха для оправдания военных действий в Чечне.
Взрывы и их возможная связь с властями остаются предметом споров. Некоторые обозреватели и эксперты предполагают, что эти теракты могли быть инициированы ФСБ с целью создания общественной поддержки для начала второй чеченской войны. Эти события обеспечили Путину дополнительные основания для старта военной операции в Чечне, обосновывая её как ответ на террористические акты, хотя ответственность за взрывы так и осталась невыясненной. Война против Чечни получила широкую поддержку населения. Первые недели новой военной кампании выглядели более успешно, чем первая война. Российские войска оперативно захватили контроль над столицей Чечни Грозным. Конфликт был представлен Путиным как борьба с терроризмом, и он завоевал себе репутацию решительного лидера, восстанавливающего порядок и силу в стране. Такая риторика нашла отклик у общества, уставшего от нестабильности. После назначения Путина премьер-министром Ельцин публично объявил о своей поддержке Путина как своего преемника. Аналитики изначально не считали Путина потенциальным президентом — единственный сценарий, который мог представить Алексей Волин, чтобы «помочь безнадежному клиенту с низкими рейтингами и отсутствием публичного имиджа» стать президентом, — «маленькая победоносная война». Поддержка обществом войны в Чечне позволила ему повысить рейтинг — каждую неделю он рос на несколько процентов.

## 2000 — и. о. и президент России
По конституции, исполняющим обязанности президента при уходе действующего главы государства становится председатель правительства. 31 декабря 1999 года Ельцин объявил о своей отставке, и Владимир Путин, занимавший пост председателя правительства, автоматически стал исполняющим обязанности президента.
Первым указом Путина в качестве исполняющего обязанности президента как лояльного преемника было предоставление Ельцину иммунитета от будущих обвинений в коррупции.
В конце 1999 года в России был принят закон, устанавливавший жесткие условия для регистрации кандидатов на пост президента, включая сбор 1 миллиона подписей и регулирование финансирования, что придавало преимущество кандидатам, поддерживавшимся правительством.
Отставка Ельцина привела к досрочным президентским выборам, к которым возможные конкуренты Путина были не готовы. Кандидаты на пост президента Юрий Лужков и Евгений Примаков сняли свои кандидатуры. К моменту отставки Ельцина популярность Путина превысила 50 %. Под руководством и. о. президента были и государственные СМИ, и административные ресурсы, что существенно способствовало его победе.

## Последствия
Отсутствие демократического процесса в переходе власти от Ельцина к Путину в 1999—2000 годах оказало существенное влияние на политическую систему России и её дальнейшее развитие. Этот период ознаменовался отсутствием реальной демократической процедуры выборов, что сыграло ключевую роль в формировании политического ландшафта страны и остановило демократическое развитие России.
Сторонники либеральных взглядов не имели возможности адекватно подготовиться и участвовать в выборах, капитулировали и поддержали выбранного преемника. Точно так же не могли организовать выборную кампанию и центристы. Отставка Ельцина и назначение Путина на пост исполняющего обязанности президента были предопределены, что сделало любые демократические механизмы выборов лишь формальными. Как результат, представители либеральных и центристских сил оказались вне фокуса политической борьбы и не смогли организовать эффективную выборную кампанию.
Решение Ельцина провести смену власти без участия широкой общественности в выборе преемника стало важным прецедентом в политической истории страны. Это создало предпосылки для последующего укрепления позиций Владимира Путина в стране и дальнейшего установления авторитарного режима в России. Отсутствие демократических процессов в формировании власти открыло двери для установления более централизованной и авторитарной системы управления в России, ослабляя демократические институты и ущемляя возможности политической оппозиции.